# Arminoidea
Los arminoideos (Arminoidea) son una superfamilia de pequeñas babosas marinas, moluscos gasterópodos marinos del clado Nudibranchia.
Arminoidea es la única superfamilia del clado Euarminida.

## Familias
Un estudio, publicado en 2000, ha demostrado que Arminoidea es parafilético.
La taxonomía de Arminoidea en la taxonomía de Bouchet & Rocroi (2005) contiene dos familias de la siguiente manera:
- Familia Arminidae
- Familia Doridomorphidae